# Пабло Ернандес
Пабло Ернандес Домінгес (ісп. Pablo Hernández Domínguez, нар. 11 квітня 1985, Кастельйон-де-ла-Плана) — іспанський футболіст, півзахисник клубу «Кастельйон» та колишній гравець національної збірної Іспанії.

## Клубна кар'єра
Народився 11 квітня 1985 року в місті Кастельйон-де-ла-Плана. Вихованець місцевого футбольного клубу «Кастельйон», в якому навчався з 1997 року. Обдарованого півзахисника взяли на замітку скаути «Валенсії» і 2003 року Ернандес став гравцем молодіжної команди «кажанів».

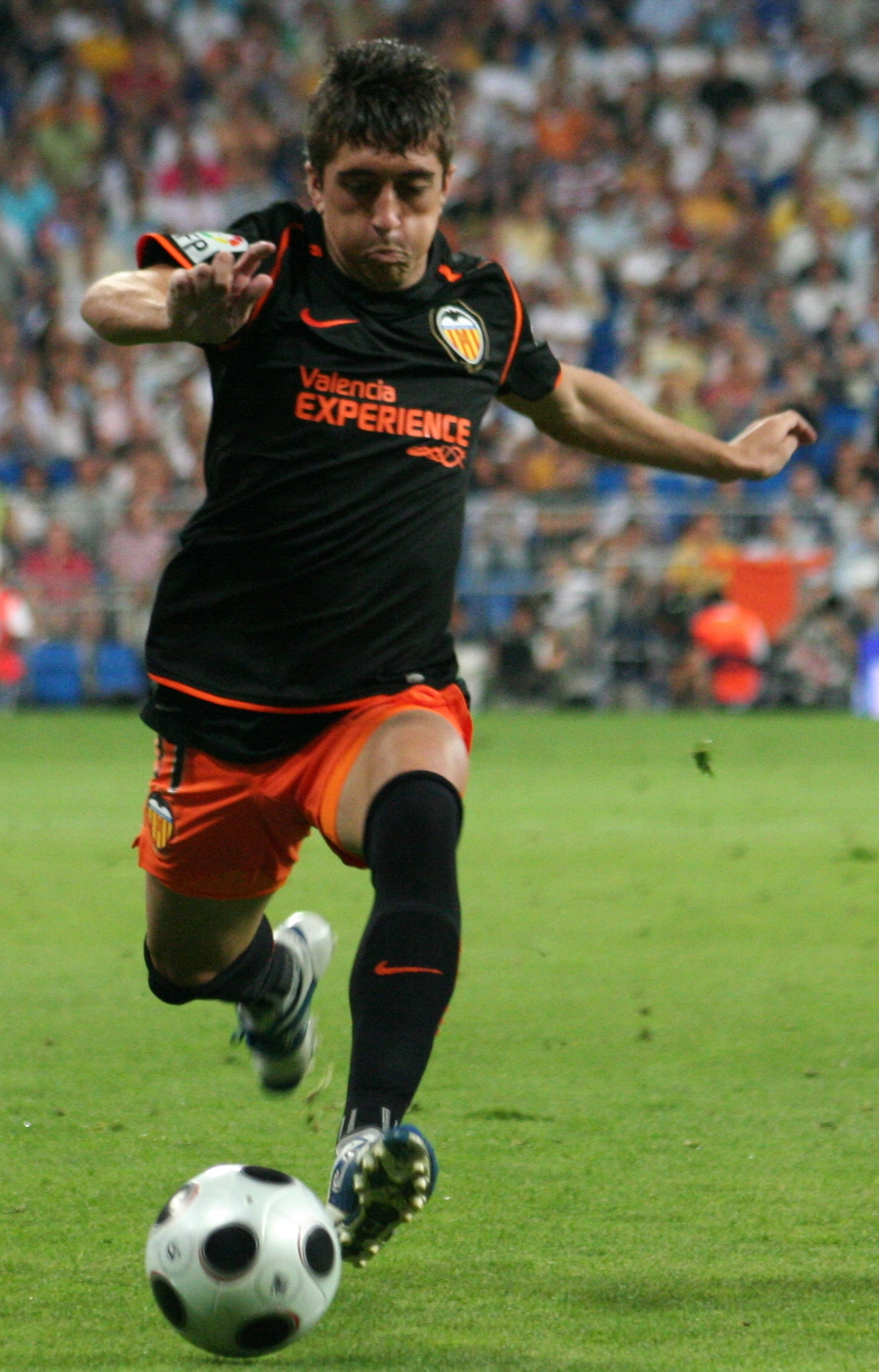
Пабло Ернандес під час виступів за «Валенсію». 24 серпня 2008 року

2004 року Пабло підписав з «кажанами» свій перший професійний контракт і відразу був відданий на сезон в оренду до «Онди», що виступала у четвертому за рівнем дивізіоні Іспанії, де Ернандес став основним гравцем. А
В сезоні 2005-06 зіграв свій перший матч за основну команду, проте здебільшого виступав за другу команду, з якою того сезону вийшов до Сегунди Б, третього за рівнем дивізіону Іспанії.
Сезон 2006-07 Ернандес провів в оренді в клубі Сегунди «Кадіс», а по його закінченні, в рамках угоди з придбання «Валенсією» Алексіса Руано, перейшов в «Хетафе». За умовами договору «Валенсія» могла після закінчення сезону повернути гравця. Спочатку повертати футболіста не планувалося, однак впевнена гра Ернандеса, який потрапив у поле зору тренерів національної збірної, змусила керівництво команди переглянути своє рішення і влітку 2008 року Пабло Ернандес повернувся до «Валенсії», уклавши з клубом 6-річний контракт. Цього разу відіграв за валенсійський клуб наступні чотири сезони своєї ігрової кар'єри. Більшість часу, проведеного у складі «Валенсії», був основним гравцем команди, зігравши у 110 матчах чемпіонату.
У серпні 2012 року Пабло Ернандес покинув іспанський чемпіонат, підписавши контракт з «Свонсі Сіті». Для валлійського клубу ця угода стала рекордною в його історії: трансфер іспанського півзахисника обійшовся «лебедям» в 5,55 млн фунтів. В першому ж сезоні допоміг клубу стати володарем Кубка англійської ліги. Всього встиг відіграти за валійську команду 57 матчів в національному чемпіонаті.
Покинувши «Свонсі Сіті», Пабло Ернандес не міг вийти на попередній рівень, до поки у 2016-му на правах оренди не перейшов до іншої англійської команди - «Лідс Юнайтед». Відігравши один сезон Ернандес підписав з нею повноцінний контракт. У 2021 році Пабло Ернандес покинув «Лідс», зігравши за команду в чемпіонаті 169 матчів і забивши 34 голи. 
Наступним клубом футболіста став «Кастельйон», до якого він перейшов на правах вільного агента.

## Виступи за збірну
Пабло Ернандес був у розширеному списку кандидатів у національну збірну на чемпіонат Європи 2008 року, але в підсумку опинився в числі відсіяних. Наступний виклик до збірної півзахисник «Валенсії» отримав перед Кубком конфедерацій, коли тренерам національної команди знадобився гравець, здатний замінити травмованого Андреса Іньєсту. На цьому турнірі 21 червня Пабло Ернандес і дебютував у збірній Іспанії, вийшовши на поле на 60-й хвилині замість свого одноклубника Давида Вільї у матчі проти господарів турніру збірної ПАР (2:0). В підсумку цей матч для Ернандеса став єдиним на тому турнірі, а збірна здобула бронзові нагороди.
18 листопада 2009 року Пабло Ернандес забив свій єдиний гол за збірну у товариському матчі зі збірною Австрії (матч закінчився з рахунком 5:1 на користь іспанців).
Наразі провів у формі головної команди країни 4 матчі, забивши 1 гол.

## Титули і досягнення
- Володар Кубка англійської ліги (1):

«Свонсі Сіті»: 2012-13